# Hātea River
Der Hātea River ist ein Fluss in der Region Northland auf der Nordinsel von Neuseeland.

## Geographie
Der Hātea River entsteht durch den Zusammenfluss der beiden kleinen Flüsse Waitaua Stream und Mangakino Stream nördlich des Stadtteils Tikipunkga der Stadt Whangārei. Nach rund 2 km stürzt der Fluss über die Otuihau Whangārei Falls 26,3 m in die Tiefe  und nach insgesamt 14,7 km Flussverlauf mündet der Hātea River in den Whangārei Harbour.
Die letzten 2,5 km des Flusses werden rechtsseitig als Hafenanlage von der Industrie genutzt und auf weiteren 3,3 km flussaufwärts bis zur Victoria Bridge befindet sich drei Jachthäfen.